# Johann Moritz von dem Busch
Johann Moritz von dem Busch (* 19. November 1818 in Hildesheim; † 26. April 1912 ebenda) war ein deutscher Jurist, zuletzt königlich-preußischer Landgerichtspräsident in Lüneburg.

## Leben und Karriere
Nach dem frühen Tod des Vaters Johann Arnold von dem Busch (1782–1822) zog die Familie nach Celle. Busch besuchte hier das reformierte Humanistische Gymnasium und anschließend, nach erneutem Umzug nach Hildesheim 1833, das dortige Johanneum. Dort legte er 1836 das Abitur ab und ging nach Göttingen, um dort Jura zu studieren. In Göttingen wurde er 1838 Mitglied des Corps Hannovera. Das Studium schloss Busch 1840 mit dem juristischen Examen in Hannover ab. Daraufhin wurde er am 21. Nov 1840 als Amtsauditor am Amt Steuerwald-Marienburg mit Sitz in Hildesheim vereidigt. Am 7. Mai 1842 wurde er nach Celle versetzt und legte dort sein Examen als Kanzleiauditor ab. Am 30. Juli 1844 erfolgte die Ernennung zum Justizkanzlei-Assessor und nach einer weiteren Prüfung erhielt er sein erstes Richteramt in Celle.
Busch wurde im September 1846 wiederum nach Hildesheim versetzt und am 11. Februar 1862 zum kommissarischen Mitglied des dortigen Konsistoriums ernannt. Eigentlich als Generalsekretär im Hannoverschen Justizministerium vorgesehen, wurde Busch nach dem Deutschen Krieg, als Preußen das Königreich Hannover annektierte, durch Patent von König Wilhelm als Obergerichts-Vizedirektor an das Obergericht Aurich versetzt, was dieser als Strafversetzung empfand. Am 1. November 1874 wurde Busch dann aber schließlich zum Präsidenten des Obergerichts Nienburg ernannt und war zeitweise auch als Schwurgerichtspräsident in Hannover tätig. Ab 1. Sept. 1876 nach Lüneburg versetzt, wurde er dort durch königliches Patent vom 30. April 1879 zum 1. Oktober Präsident des dortigen Landgerichts. Busch wurde am 4. Mai 1888 zum Geheimen Oberjustizrat befördert. Am 21. November 1890 feierte er sein 50-jähriges Dienstjubiläum, wozu er den Roten Adlerorden II. Klasse mit Eichenlaub verliehen bekam. 1892 beantragte Busch schließlich seine Pensionierung, die ihm per königlichem Patent vom 30. Mai 1892 zum 1. Oktober 1892 gewährt wurde. Vorher wurde er noch am 7. September 1892 mit dem Königlich-Preußischen Kronenorden 2. Klasse mit Stern ausgezeichnet. Nach seiner Pensionierung zog Busch nach Hildesheim, wo er 1912 verstarb.

## Familie
Johann Moritz von dem Busch war als direkter Nachfahre von Cornelius von dem Busch Angehöriger des Adelsgeschlechts von dem Busch. Sein Vater Johann Arnold von dem Busch stand im Dienst des Bistums Hildesheim. Aus nicht geklärten Umständen nutze er die Adelsprädikate nicht. Er war verheiratet mit Julie-Adolphine Menshausen.
Auf Betreiben seines Bruders Ferdinand Arnold von dem Busch (1810–1890), von 1853 bis 1855 königlich Hannoverscher Staatsminister der Justiz, bemühte sich die Familie um die Erlaubnis, die alten Adelsprädikate wieder offiziell im Namen führen zu dürfen. Nachdem dies von den preußischen Behörden zunächst abgelehnt worden war, wurde der Titel am 11. Juni 1881 seitens Wilhelm Herzogs zu Braunschweig durch „Bestätigung des Adelsstandes des Cornelius von dem Busch als herzöglicher Obrist und Festungshauptmann“ für ihn und seine direkten Nachfahren bestätigt. Der Adelsstand wurde dann ebenfalls vom Königlich Sächsischen Innenministerium anerkannt. Die Preußische Adelsanerkennung als Von Dem Busch erfolgte am 23. April 1883 für Johann Moritz von dem Busch und seinen Bruder.

### Nachkommen
Am 22. Juli 1851 heiratete Busch Therese Prael, die Tochter des Geheimen Medizinalrats Carl Prael. Aus der Ehe gingen vier Kinder hervor, unter anderem:
- Anna Theresia Julie (* 9. Januar 1853 in Hildesheim), ab 1872 verheiratet mit dem späteren Reichsgerichtsrat Georg von Bruchhausen (1846–1899)[6]
- Klemens Kornelius (* 1855; † 7. April 1910), königlich preußischer Oberverwaltungsgerichtsrat[7]
- Engelbert (1861–1920), Generalmajor[8]

## Werke
- Beiträge zum Meierrecht mit besonderer Berücksichtigung der Gesetzgebung und Praxis im Fürstentum Hildesheim, 1855, Verlag von Gerstenberg.

## Auszeichnungen
- Roter Adlerorden II. Klasse – verliehen am 21. November 1890.[9]
- Königlich-Preußischen Kronenorden II. Klasse mit Stern – verliehen am 7. September 1892.